# João Coimbra
João Carlos Amaral Marques Coimbra, noto semplicemente come João Coimbra (Santa Comba Dão, 24 maggio 1986), è un ex calciatore portoghese, di ruolo centrocampista.

## Palmarès

### Club
Estoril Praia
- Segunda Liga: 2011-2012

### Nazionale
- Campionato europeo di calcio Under-17: 2003